# Vincent Bouvier
Pour les articles homonymes, voir Bouvier.
Vincent Bouvier, né le 8 septembre 1952 à Paris (17e) (Seine), est un haut fonctionnaire français.

## Biographie
Vincent Bouvier est titulaire d'un diplôme d'études approfondies (DEA) de droit public et d'un DEA en études politiques de l'Institut d'études politiques de Paris (IEP Paris dit « Sciences Po ») en 1974,.
Il commence sa carrière professionnelle comme chargé d'affaires à l'Agence nationale de valorisation de la recherche (ANVAR) de 1980 à 1981, puis est universitaire en tant que maître assistant (puis maître de conférences) en droit public à l'Université Strasbourg III (Robert Schuman) de 1981 à 1988. C'est alors qu'il rejoint, pour ne plus la quitter, la carrière préfectorale.
Il est d'abord le directeur de cabinet de plusieurs préfets : de Gérard Lefebvre puis de Jean Thieblemont dans le Tarn de 1988 à 1991, puis d'Alain Christnacht, haut-commissaire de la République en Nouvelle-Calédonie, de 1991 à 1993. Il obtient alors sa première affectation ultramarine.
Il accède ensuite, dans les années 1990, à des fonctions de secrétaire général de préfecture en France métropolitaine : de la Lozère, aux côtés du préfet Charles Meunier, de 1993 à 1994, du Rhône auprès du préfet Paul Bernard de 1994 à 1996, et de la Drôme où il seconde le préfet Jean Fedini de 1999 à 2000. Entretemps, il est délégué du Médiateur de la République Jacques Pelletier de 1996 à 1998, puis délégué général du nouveau Médiateur de la République Bernard Stasi de 1998 à 1999.
Dans les années 2000, il renoue plus spécifiquement avec les affectations en France d'outre-mer. De juin 2000 à mars 2004, Vincent Bouvier est secrétaire général de la préfecture de La Réunion, aux côtés de Jean Daubigny puis de Gonthier Friederici. Après avoir été sous-préfet de l'arrondissement de Valenciennes dans le Nord, il obtient sa première nomination en tant que préfet le 1er février 2007, à Mayotte,.
Le 28 juillet 2008, il est nommé préfet de l'Aveyron,.
Le 25 novembre 2009, il est nommé directeur et délégué général à l'Outre-mer au ministère de l'Intérieur, de l’Outre-mer et des Collectivités territoriales,,,,,,. Le 28 décembre 2009, il est désigné en qualité de représentant de l'État au comité des finances locales
Le 30 janvier 2013, il est nommé préfet du Haut-Rhin,,,.
Le 23 juillet 2014, il est nommé haut-commissaire de la République en Nouvelle-Calédonie,,,,,,,,,,,,. Il prend officiellement ses fonctions dans l'archipel le 18 août 2014, fonction qu'il assure jusqu'au 20 juin 2016, date à laquelle il devient secrétaire général de la mer, étant nommé à ce poste le 25 mai 2016.
Il est nommé conseiller-maître en service extraordinaire à la Cour des comptes et occupe cette fonction depuis le 28 janvier 2019.
En 2024, il devient membre du Conseil supérieur de ladite Cour des comptes.

## Récompenses et distinctions

### Décorations
- Officier de la Légion d'honneur, promu officier le 12 juillet 2013[34]
  -  Chevalier de la Légion d'honneur, le 11 juillet 2003[35]
- Commandeur de l'ordre national du Mérite Il est nommé chevalier le 10 novembre 1997[36], puis est promu officier le 11 novembre 2010[37] et promu commandeur par décret du 18 novembre 2017 [38]
- Officier de l'ordre du Mérite maritime, le 27 janvier 2021[39]